# Arthur
 For alternative betydninger, se Arthur (flertydig).
Arthur og Artus er drengenavne, der begge muligvis stammer fra navnet på en keltisk bjørnegud Artio eller romersk/latin Artorius.
Andre keltiske sprog har lignende fornavne såsom gammelirsk Art, Artúur, walisisk Arth – som kan være kilden til det moderne navn. Art er også kortformen af Arthur. I mange slaviske, romerske og germanske sprog staves navnet Artur. De finske versioner er Arttu og Artturi.

## Kendte personer med navnet
- Arthur Schopenhauer
- Arthur C. Clarke
- Arthur Conan Doyle

## Mytiske personer
- Kong Arthur

## Fra fiktion
- Arthur Weasley

## Andre betydninger
- King Arthur